# Татаринов, Александр Васильевич (геолог)
Александр Васильевич Татаринов (род. в 1942 г.) — советский и российский геолог, доктор геолого-минералогических наук, главный научный сотрудник ГИН СО РАН.

## Биография
Татаринов родился в 1942 году.
С 1960 г. по 1965 г. — студент геологического факультета Казанского государственного университета. В составе Байкало-Саянской экспедиции № 123 работал в период 1967—1983 гг. главным геологом Слюдянской партии, начальником Ревизионно-Тематической партии, проводил поиски и оценку месторождений цветных камней. С 1982 г. по 1991 г. Александр Васильевич работал в должности с.н.с. Восточно-Сибирского научно-исследовательского института (ВостСибНИИГГиМСа). В 1991 г. А. В. Татаринов приходит в Иркутский госуниверситет и возглавляет лабораторию петрологии и рудогенеза при кафедре минералогии и петрографии, где работал до 1996 г. В 1994 г. и защищал докторскую диссертацию на тему: Камнесамоцветные формации и генезис цветных камней Сибири. Также изучал и создавал теории по озеру Байкал.
С 1996 г. по 2001 г. А. В. Татаринов трудился в должности в.н.с. в ЧИПР СО РАН. В 2001 г. избирался по конкурсу в лабораторию золота Бурятского геологического института СО РАН на должность в.н.с. где и работает по настоящее время.

## Научная деятельность

### Теория происхождения Байкала
По мнению Татаринова, caмoму oзeру примерно 8 000 лeт, a caмaя глубoкoвoднaя чaсть Бaйкaлa былa зaлита вoдoй eщё рaньшe и oбрaзoвaлacь примeрнo 150 000 лeт тoму нaзaд. Татаринов считает, что пoявлeниe oзeрa шлo примeрнo тaк жe, кaк oбрaзoвaниe озера Гусиное: снaчaлa на мeстe Бaйкaлa былa цeпь бoлoт, зaтeм пoявился рифтoвый рaзлoм, кoтoрый нaчaл зaпoлняться вoдoй.

### Публикации по теме: «драгоценные и цветные камни»
- Жадеит и нефрит в офиолитах 1983.
- Первые находки ювелирно-поделочного жадеита в Западном Саяне 1978.
- Рудные минералы и особенности происхождения жадеитов и нефритов в ультрабазитах Сибири 1980
- Минералы кремнезема и условия образования аметистовой минерализации в скарново-железорудных полях юга Сибирской платформы 1983
- Сферолитовые агрегаты ювелирно-поделочных жадеитов Борусского пояса офиолитов Западного Саяна 1983
- Лавровит Южного Прибайкалья — новый вид ювелирного камня 1983
- Лавровит в Слюдянском кристаллическом комплексе (Южное Прибайкалье) 1982
- Ювелирно-поделочные родингиты 1984
- Стихтит в серпентинитах Теректинского хребта (Горный Алтай) 1985
- Корундовая минерализация Западного Прибайкалья 1991
- Камнесамоцветные формации Сибири 1992

### Монографии
- Геохимическая деятельность микроорганизмов гидротерм Байкальской рифтовой зоны. Новосибирск: Академическое изд-во. «Гео», 2011.
- Особенности вещественного состава горных пород и шлихоминералогических комплексов Олондинского зеленокаменного пояса. г. Улан-Удэ 2003.Уч.-изд. л. 12,57.
- Динамометаморфическая модель формирования расслоенных массивов основных пород. Новосибирск: Издательство СО РАН, 1998.
- Жадеит и нефрит в офиолитах. Новосибирск: Наука, 1983.